# Матросова Юлія Савеліївна
Юлія Савеліївна Матросова (нар. 6 червня 1952, м. Володимир-Волинський, Волинська область) — актриса Чернігівського молодіжного театру, лауреат Чернігівської обласної премії імені Михайла Коцюбинського.

## Життєпис
1969 року закінчила середню школу № 5 у місті Володимир-Волинський, де проходив військову службу батько.
З 1970 до 1974 навчалася у культурно-освітньому училищі міста Курган на відділенні «Режисер самодіяльного театрального колективу».
З 1970 до 1974 працювала режисером народного театру у районному Будинку культури селища Ольхівка Курганської області.
У 1974 році переїхала до м. Чернігова, працювала музейним доглядачем у архітектурно-історичному заповіднику, а також керівником театрального гуртка у кооперативно-торговельному технікумі.
З 1976 року – акторка театру ляльок у містах Чернігів та Рівне.
з 1988 – актриса  Чернігівського театру для дітей та молоді, який з 1996 року має статус обласного молодіжного театру. 
Живе у Чернігові.

## Творчість
Зіграла понад 60 ролей. 
Грає різнопланові ролі – від глибоко психологічних, навіть трагічних, до кумедних та сатиричних. 
Брала участь у багатьох гастролях, театральних фестивалях. 

## Відзнаки
- 2011 — лауреат Чернігівської обласної премії імені Миихайла Коцюбинського у номінації «Театрально-музичне мистецтво». Удостоєна звання лауреата за виставу «Українське альфреско» за творами Ліни Костенко.